# Звучна виљушка
Звучна виљушка, акустична виљушка или дијапазон је акустички инструмент који има облик издужене потковице са дршком (види слику десно).
Ударом једног њеног крака, долази до стања вибрације при чему настаје основни или камерни тон. 
Тон звучне виљушке је слаб, те се она дршком прислања на неко резонантно тело, нпр. даску.

## Шта је камерни тон
Међународним споразумом који је потписан 1939. године, договорено је да камерни тон, камертон или нормално а, има фреквенцију од а1 = 440 Hz и да служи за што тачније одређивање односа тонова по висини, тј., да буде званична стандардна висина за штимовање музичких инструмената и давање интонације при хорском певању.